# 国士舘大学サッカー部レイプ事件
国士舘大学サッカー部レイプ事件（こくしかんだいがくサッカーぶレイプじけん）は、2004年（平成16年）6月3日に発生した国士舘大学サッカー部に所属する複数の大学生によるレイプ事件。

## 概要
国士舘大学サッカー部員の一人が6月3日に自身のアパートに少女を連れ込み、他の部員に性行為できるとメールを送って14人の部員を集めて、この計15人で強姦をしたという事件であった。少女はこれを嫌だと思っていたが、大学生が大勢いたために抵抗できなかった。
2004年12月1日、警視庁は他の部員を募った主犯格のサッカー部員を児童福祉法違反の疑いで、残りの14人を東京都青少年の健全な育成に関する条例違反の疑いで逮捕した。
被害者は16歳の高校生であり、メールで募ったサッカー部員は5月下旬に町田駅前で声をかけたことで知り合っていた。3日の午前0時頃から7時半頃までの間、15人で強姦を行っていた。募るメールは約20人の部員に送られていた。5月末に町田駅前で最初に声をかけられた少女はその日には断っていたが、そのときは失恋で自暴自棄になっていたことから6月2日に公園で会う約束をして会い、公園で性行為した。そこからこの少女を自身のアパートに連れ込み、メールで他の部員が募られ集団での強姦が行われた。強姦をした部員の他に見物人もおり、約20人がその場に来ていた。
2004年12月22日、東京地検八王子支部は主犯格のサッカー部員を児童福祉法違反、他のサッカー部員13人を東京都青少年健全育成条例違反の罪で起訴した。また、1人は東京都青少年健全育成条例違反の非行事実で刑事処分相当の意見を付けて家裁送致した。

## 関係者の処分
2005年1月14日、日本サッカー協会理事会は主犯格のサッカー部員は永久的に、他の14人のサッカー部員は無期限に日本サッカー協会への登録を認めない処分を発表した。また、国士舘大学サッカー部については3月末まで部活動停止とし、2005年度の関東大学サッカーリーグ戦の出場は認めるものの、制裁措置として勝ち点7を開幕時点で減じることを決めた。
さらに、サッカー部の元部長で、全日本大学サッカー連盟理事長の大澤英雄が提出した辞任届を受理し、日本協会及び加盟団体における公的職務を無期限に禁じた。そして、サッカー部の監督を務める細田三二については監督職務を無期限停止とすることにした。
この事件により国士舘大学サッカー部は2005年3月31日まで無期限活動停止処分となり、日本フットボールリーグを退会となった。逮捕された15人の大学生は全員が国士舘大学を退学処分となった。

## 裁判
2005年2月16日、東京地裁八王子支部（小野寺明裁判官）で当時のサッカー部員のうち4人に対する裁判の初公判があり、4人は起訴事実を全面的に認めた。検察側は4人にそれぞれ懲役1年を求刑して即日結審。同日、4人に懲役1年、執行猶予3年の判決を言い渡した。
2005年2月18日、東京家裁八王子支部（阿部浩巳裁判官）で主犯格のサッカー部員に対する裁判の初公判が開かれ、主犯格のサッカー部員は起訴事実を全面的に認めた。検察側は「少女が自暴自棄になっているのを利用し、極めて卑劣」として懲役2年を求刑し、即日結審した。
2005年2月25日、東京家裁八王子支部（阿部浩巳裁判官）は「年相応の分別や、運動選手らしい健全さが感じられない」として主犯格のサッカー部員に懲役2年、執行猶予4年の有罪判決を言い渡した。なお、一連の事件に関与した他のサッカー部員にも順次有罪判決が言い渡されている。